# Bulbophyllum callichroma
Bulbophyllum callichroma är en orkidéart som beskrevs av Rudolf Schlechter. Bulbophyllum callichroma ingår i släktet Bulbophyllum och familjen orkidéer. Inga underarter finns listade i Catalogue of Life.